# Adrien Peyrot
Adrien Peyrot (Genève, 8 januari 1856 - Petit-Saconnex, 28 juli 1918) was een Zwitsers architect.

## Biografie
Adrien Peyrot de vader van Gustave Peyrot, die eveneens architect was, en een grootvader van architect en politicus François Peyrot. Hij was een tijdje actief in Parijs maar keerde in 1882 terug naar Genève.